# Second Time Around (film)
Pour plus de détails, voir Fiche technique et Distribution.
Second Time Around (無限復活, Mu han fu wut) est un film dramatique hongkongais écrit et réalisé par Jeffrey Lau et sorti en 2002 à Hong Kong.
Il totalise 4 006 900 HK$ de recettes au box-office.

## Synopsis
Durant un voyage à Las Vegas avec son meilleur ami Ren (Ekin Cheng), Sing Wong (Jonathan Ke Quan) perd tout son argent en jouant au casino. Ils se font alors aider par une jeune femme nommé Anna qui leur offre des pierres qu'elle affirme avoir le pouvoir de permettre de voyager dans le temps et les univers parallèles.
Après un accident de voiture avec le duo de joueurs et Anna à bord, Ren est le seul survivant. En s'extirpant de la voiture, il active par inadvertance les pierres et remonte le temps de 3 jours. Il emmène également dans son sillage une policière nommée Tina (Cecilia Cheung).

## Fiche technique
- Titre : Second Time Around
- Titre original : 無限復活
- Réalisation : Jeffrey Lau
- Scénario : Jeffrey Lau
- Photographie : Johnny Koo
- Montage : Wong Wing-ming
- Musique : Chiu Tsang-Hei et Anthony Chue
- Production : Johnnie To
- Société de production : China Star Entertainment Group, Milkyway Image et One Hundred Years of Film
- Société de distribution : China Star Entertainment Group
- Pays de production :  Hong Kong
- Langue originale : cantonais et anglais
- Format : couleur
- Genre : drame
- Durée : 99 minutes
- Date de sortie :
  - Hong Kong : 11 janvier 2002

## Distribution
- Ekin Cheng : Ren
- Cecilia Cheung : Tina
- Jonathan Ke Quan : Sing
- Annamarie Ameera : Anna